# Мінасян Ара Шотайович
Ара Шотаєвич Мінасян (вірм. Արա Մինասյան; 14 квітня, 1974 року, Гюмрі) — вірменський шахіст, міжнародний гросмейстер (2004). Рейтинг Ело — 2477 (жовтень, 2008).
Поділив 3-7 місця на турнірі в Кстово (1994), 2-4 в Дечині (1996) і 2-е в Тегерані (2003). Брав участь в 32-й Всесвітній шаховій олімпіаді (Єреван, 1996).

## Зміни рейтингу
| На цьому місці має відображатися графік чи діаграма, однак з технічних причин його відображення наразі вимкнено. Будь ласка, не видаляйте код, який викликає це повідомлення. Розробники вже працюють для того, щоби відновити штатне функціонування цього графіка або діаграми. | |
| | На цьому місці має відображатися графік чи діаграма, однак з технічних причин його відображення наразі вимкнено. Будь ласка, не видаляйте код, який викликає це повідомлення. Розробники вже працюють для того, щоби відновити штатне функціонування цього графіка або діаграми. |